# استیک فریت
استیک فریت (به فرانسوی: Steak-frites) یا بیفنک فریت (به فرانسوی: Bifteck-frites) به معنی استیک و سیب‌زمینی سرخ‌کرده، غذایی بسیار معروف در کل اروپا می‌باشد. این غذا، غذای ملی بلژیک و فرانسه است و هر دو کشور ادعای ابداع آن را می‌کنند.
در قدیم، از گوشت ران برای پخت استیک فریت استفاده می‌شد. امروزه بیشتر، اینریتکوت یا فیله اسکاچ (در استرالیا)، قسمتی از گوشت دنده، را به همراه اندکی سس هلندیز یا سس برنیز روی ماهیتابه اندکی سرخ می‌کنند (به صورت خونی) و با سیب‌زمینی سرخ شده سرو می‌کنند.